# 1-clorohexadecano
El 1-clorohexadecano, también llamado cloruro de cetilo o cloruro de hexadecilo, es un compuesto orgánico de fórmula molecular C16H33Cl. Es un haloalcano lineal de dieciséis carbonos en donde un átomo de cloro está unido a uno de los carbonos terminales.

## Propiedades físicas y químicas
A temperatura ambiente, el 1-clorohexadecano es un líquido incoloro e inodoro. Tiene su punto de ebullición a 322 °C y su punto de fusión a 8 °C.
Posee una densidad inferior a la del agua, ρ = 0,865 g/cm³, y en fase vapor es 9 veces más denso que el aire.
Su viscosidad a 20 °C es de 6,1 cP, superior a la del agua.
El valor del logaritmo de su coeficiente de reparto, logP = 9,15, indica que es mucho más soluble en disolventes apolares que en disolventes polares. Así, en agua es prácticamente insoluble.
En cuanto a su reactividad, este cloroalcano es incompatible con agentes oxidantes fuertes y con bases fuertes.

## Síntesis
El 1-clorohexadecano se puede preparar a partir del 1-hexadecanol usando ácido clorhídrico y bromuro de tributilhexadecilfosfonio a 105 °C con un rendimiento en torno al 95%. Dado que las micelas aumentan la solubilidad de alcoholes primarios en ácido clorhídrico, si se aplican condiciones micelares se favorece la conversión de 1-hexanodecanol a 1-clorohexadecano.
La anterior conversión puede efectuarse con la combinación de reactivos cloruro de pivaloilo/dimetilformamida; tras 1 hora de tiempo de reacción, se consigue un rendimiento del 75%.
La descarboxilación térmica del cloroformiato de hexadecilo, empleando como catalizador cloruro de hexabutilguanidinio, produce 1-clorohexadecano con un rendimiento del 92%.
Otra vía de síntesis es a partir de la reacción entre 1-(feniltelanil)hexadecano y cloruro de sulfurilo, formándose el correspondiente telurodicloruro, cuya descomposición a 100 °C en dimetilformamida rinde 1-clorohexadecano.

## Usos
El 1-clorohexadecano se usa como intermediario en síntesis. Por ejemplo, se utiliza para elaborar productos farmacéuticos como cloruro de cefalkonio, empleado como excipiente o como principio activo, o cloruro de cetilpiridinio, antiséptico que elimina bacterias y otros microorganismos empleado en enjuagues bucales, pastas de dientes, pastillas y aerosoles para las vías aéreas superiores. En este último caso el fármaco se obtiene por reacción del 1-clorohexadecano con piridina.

## Precauciones
El 1-clorohexadecano es un compuesto combustible que tiene su punto de inflamabilidad a 136 °C y su temperatura de autoignición a 220 °C. Al arder puede desprender humos tóxicos con cloruro de hidrógeno y monóxido de carbono.